# 白颈噪鹛
白颈噪鹛（学名：Garrulax strepitans），是画眉科噪鹛属的一种，分布于缅甸、泰国、老挝和中国大陆。该物种的保护状况被评为无危。
白颈噪鹛的栖息地包括亚热带或热带的湿润低地林和亚热带或热带的湿润山地林。该物种的模式产地在缅甸Tenasserim。

## 亚种
- 白颈噪鹛指名亚种（学名：Garrulax strepitans strepitans）。分布于老挝、缅甸、泰国以及中国大陆的云南等地。该物种的模式产地在缅甸Tenasserim。[3]